# Белгард (Жерс)
Белгард (фр. Bellegarde) насеље је и општина у јужној Француској у региону Миди Пирене, у департману Жерс која припада префектури Миранд.
По подацима из 2011. године у општини је живело 171 становника, а густина насељености је износила 11,88 становника/km². Општина се простире на површини од 14,39 km². Налази се на средњој надморској висини од 300 метара (максималној 315 m, а минималној 212 m).

## Демографија
| 1962. | 1968. | 1975. | 1982. | 1990. | 1999. | 2011. |
| ----- | ----- | ----- | ----- | ----- | ----- | ----- |
| 174   | 203   | 165   | 148   | 150   | 136   | 171   |

График промене броја становника у току последњих година